# 아가보디 3세
아가보디 3세(싱할라어: අග්ගබෝධි ෩, 572년 ~ 640년 4월 12일)는 623년과 624년부터 640년까지 통치한 7세기의 아누라다푸라 국왕이었다. 그는 아버지 실라메가바나의 뒤를 이어 아누라다푸라 국왕이 되었다.
새로운 왕은 그의 형제 마나를 로하나의 총독으로 임명했다. 아가보디 3세 왕은 곧 이전 왕인 상가 티사 2세의 아들인 제타 티사 왕자에 의해 도전을 받았다. 왕자는 주로 섬의 동쪽 지역에서 대규모 군대를 끌어 모았다. 마나 왕자는 서부 지역에서 제타 티사 왕자의 장군 다타시바에게 심각한 패배를 당했고 다타시바 자신은 왕의 군대에 의해 사로잡혔다. 제타 티사 왕자의 주력 부대는 물리치기 어려웠고 왕은 패배했으며, 그는 인도로 피신했다.
아가보디 3세의 자리는 제타 티사 3세에게 계승되었지만, 도망친 아가보디 왕은 곧 인도의 대규모 용병 부대를 이끌고 돌아왔고, 제타 티사 왕의 군대는 패배했다. 왕이 다시 왕위에 오르자 나라는 다시 평화로워졌다.
624년에 왕의 동생은 왕비와의 부정행위로 유죄 판결을 받고 처형되었다. 마나 왕자의 자리에는 동생 카사파 왕자가 임명되었다. 제타 티사 왕의 장군 다토파 티사가 반란을 일으켜 아가보디 3세를 물리쳤고 왕은 목걸이만 가지고 다시 인도로 피신했다. 패전한 왕의 뒤를 이어 다토파 티사 1세라는 가명을 가진 다타시바 장군이 계승했다.
아가보디 3세는 인도에서 두 번째로 돌아왔고 다토파 티사 1세로부터 왕위를 빼앗았다. 세 번째 통치 기간은 카사파 왕자가 귀중품을 빼앗긴 사원과 사제직을 향한 과도함으로 표시되었다. 왕은 닥키나투파(다토파티사 1세와 카사파 왕자에 의해 파괴된 또 다른 신전)를 수리할 수 있기 전에 투파라마 다고바를 수리하기 위해 1000마사를 써야 했다. 아가보디는 로하나로 쫓겨가서 말년에 그곳에서 그의 행정을 수행했다.

## 같이 보기
- 스리랑카의 역사